# Kiełczyn (Basse-Silésie)
Pour les articles homonymes, voir Kiełczyn.
Kiełczyn est une localité polonaise de la gmina et du powiat de Dzierżoniów en voïvodie de Basse-Silésie.

## Histoire
De 1742 à 1945, Költschen fait partie de l'arrondissement de Reichenbach dans le district de Breslau au sein de la province de Silésie.